# Дубровачко Приморје (општина)
Дубровачко приморје је општина у Дубровачко-неретванској жупанији, Република Хрватска.

## Историја
До територијалне реорганизације у Хрватској налазила се у саставу старе општине Дубровник. Седиште општине је у насељу Слано.

## Становништво
На попису становништва 2011. године, општина Дубровачко приморје је имала 2.170 становника, од чега у седишту општине Сланом 579.
| Број становника по пописима | Број становника по пописима | Број становника по пописима | Број становника по пописима | Број становника по пописима | Број становника по пописима | Број становника по пописима | Број становника по пописима | Број становника по пописима | Број становника по пописима | Број становника по пописима | Број становника по пописима | Број становника по пописима | Број становника по пописима | Број становника по пописима | Број становника по пописима |
| --------------------------- | --------------------------- | --------------------------- | --------------------------- | --------------------------- | --------------------------- | --------------------------- | --------------------------- | --------------------------- | --------------------------- | --------------------------- | --------------------------- | --------------------------- | --------------------------- | --------------------------- | --------------------------- |
| 1857                        | 1869                        | 1880                        | 1890                        | 1900                        | 1910                        | 1921                        | 1931                        | 1948                        | 1953                        | 1961                        | 1971                        | 1981                        | 1991                        | 2001                        | 2011                        |
| 4.689                       | 4.496                       | 4.610                       | 4.976                       | 5.271                       | 5.267                       | 4.818                       | 4.781                       | 4.554                       | 4.574                       | 4.263                       | 3.565                       | 2.823                       | 2.378                       | 2.216                       | 2.170                       |

Напомена: Настала из старе општине Дубровник. У 1981. повећана је припајањем дела општине Стон.